# 嫘祖镇 (盐亭县)
嫘祖镇，是中华人民共和国四川省绵阳市盐亭县下辖的一个乡镇级行政单位。2019年12月，撤销折弓乡和金鸡镇，设立嫘祖镇，将原折弓乡、原金鸡镇、原高灯镇龙盘村和金孔镇仙缸村1组、2组所属行政区域划归嫘祖镇管辖，嫘祖镇人民政府驻政府路48号。

## 行政区划
嫘祖镇下辖以下地区：
雍江社区、沧山村、启文村、龙坪村、樵村、东关村、金龙村、嫘祖村、太阳沟村、福禄村、高石村、长生村、石老村、丹山村、胥坝村、高山村、峰头碧村、马坝村和昝殿村。